# Rybołówstwo przybrzeżne
Rybołówstwo przybrzeżne – połowy prowadzone za pomocą statków powracających codziennie lub w ciągu 36 godzin, bez wchodzenia do portu znajdującego się w państwie trzecim.